# Polypodium ensiforme
Polypodium ensiforme är en stensöteväxtart som beskrevs av Thunb. Polypodium ensiforme ingår i släktet Polypodium och familjen Polypodiaceae. Inga underarter finns listade.